# Barbara Sadowska
Barbara Sadowska (24. února 1940 Paříž – 1. října 1986 Otwock) byla polská básnířka a aktivistka protikomunistické opozice. Její syn Grzegorz Przemyk byl v roce 1983 zabit milicionáři.

## Životopis
Vystudovala školu výtvarných umění ve Varšavě. Debutovala v tisku v roce 1957. Byla spojena se skupinou Orientacja Poetycka Hybrydy a patřila do Spolku polských spisovatelů (1964-1983) a polského PEN klubu (od roku 1981).
Od 80. let pracovala v protikomunistické opozici, za což byla pronásledována bezpečnostní službou a několikrát zatčena.

## Dílo
- Zerwane druty (1959)
- Nad ogniem (1963)
- nie możesz na mnie liczyć nie będę się bronić (1972)
- Moje (1974)
- Stupor (1981)
- Słodko być dzieckiem Boga (1984)
- Wiersze ostatnie (1986, posmrtně)